# Walenpleintje
Walenpleintje (« Petite Place des Wallons » en néerlandais) est une petite place du centre d'Amsterdam aux Pays-Bas, nommée en référence à l'église wallonne qui se situe sur la place.
La place fut pendant des siècles connue communément comme la Walenpleintje. C'est pour cette raison qu'en 1976, la municipalité a décidé de l'appeler officiellement la Walenpleintje (la petite Place des Wallons), à l'occasion du 400e anniversaire du «changement d'Amsterdam».